# .bq
.bq是预留给荷兰加勒比区博奈尔、圣尤斯特歇斯和萨巴的国家及地区顶级域 (ccTLD)，于2010年12月5日由ISO 3166 BQ维护机构以ISO 3166-1 alpha-2标准分配给该地区。该决定是在2010年10月10日荷属安的列斯解体，荷兰加勒比区作为荷兰公共實体的新状态确立后作出的。目前，荷兰加勒比区使用之前荷属安的列斯的已淘汰ccTLD.an。由于是荷兰的一部分，.nl也同样适用。Versgeprest.com表示，到2015年7月，顶级域名已被考虑使用，此举的经济效果评估正在进行 。